# 飯田花歩
飯田 花歩（いいだ かほ、1994年9月2日 - ）は日本の女性ファッションモデル、女優。ディスカバリー・エンターテインメント所属。

## 来歴
- ミュージカル「パーフェクトファミリー!?」17代目新潟開催で天使役を演じる。
- 2006年より現在の事務所に所属し、ファッション雑誌「Hana*chu→」の専属モデルなどモデル活動を中心に活躍した。[2]
- 2010年4月19日、Hana*chu→を卒業。（2010年6月1日発売、2010年7月号）

## 人物
- 趣味は人間観察とダンス[1]。
- 長所はマイペース、食欲旺盛なところ。短所は落ち着きがないところ[1]。
- 座右の銘は「共存共栄」[1]。
- 尊敬する人は友達と母親[1]。
- piuという化粧品シリーズを愛用している。(ESS)

### 嗜好
- 好きな男性のタイプは笑顔が可愛い人。苦手なタイプは全ての行動がわざとらしい人[1]。
- 好きな芸能人はEXILEのTAKAHIRO[1]。
- 好きな食べ物はお菓子全般、ナス[3]。嫌いな食べ物はミョウガ[1]。
- 好きなテレビ番組は「めちゃ×2イケてるッ!」（フジテレビ）[1]。
- 好きな映画は「デスノート」[1]。基本的に怖いものが苦手であるため、ホラー映画は苦手と語る[4]。。
- 好きな漫画・アニメは「ヤッターマン」「名探偵コナン」「ドラえもん」[1]。
- 好きな小説はケータイ小説全般[1]。
- 好きなスポーツは球技全般で、特にバレーボール[1]。
- 好きなファッションはサーフ系[5]。
- 動物好きで、「天才!志村どうぶつ園」（日本テレビ）を毎週欠かさず見ている[6]。
- 裁縫が苦手[7]。

## 出演

### 雑誌
- Hana*chu→（主婦の友社、2007年 - 2010年）専属モデル
- ニコ☆プチ（新潮社）

### 舞台
- ミュージカル「パーフェクトファミリー!?」（2004年）天使役
- Sylphy（2007年）

### CM
- 任天堂wii用ソフト『ハッピーダンスコレクション』（2008年、バンダイナムコ）